# Jõe (Saaremaa)
Jõe is een plaats in de Estlandse gemeente Saaremaa, provincie Saaremaa. De plaats heeft de status van dorp (Estisch: küla).
Tot in oktober 2017 lag Jõe in de gemeente Laimjala. In die maand werd Laimjala bij de fusiegemeente Saaremaa gevoegd.

## Bevolking
Het dorp had 34 inwoners op 31 december 2011 en 20 inwoners op 31 december 2021.

## Geschiedenis
Jõe ontstond in de jaren twintig van de 20e eeuw als nederzetting op het terrein van het voormalige landgoed Audla. Een deel van het dorp was vroeger het landgoed Kuckemois (Estisch: Kukemõisa), dat in 1623 in Audla was opgegaan. In 1977 werd Jõe bij Audla gevoegd; in 1997 werd het weer een zelfstandig dorp.